# Andrôn
Pour les articles homonymes, voir Andron.
L’andrôn (du grec ancien ἀνδρών / andrốn) désigne littéralement, dans l'architecture domestique grecque antique, la pièce ou la partie de la maison réservée aux hommes.
Elle consistait en une cour découverte (aulê), entourée de colonnades, autour de laquelle étaient disposés les divers appartements exigés pour le service du maître et de ceux qui étaient à lui (no 1 à 9). Elle était séparée par un passage et une porte de l'autre partie où se trouvaient les appartements des femmes. Toutefois, il n'est pas toujours simple pour les archéologues de déterminer la présence d'espaces clairement dédiés aux femmes ou aux hommes, d'autant que l'usage précis que les Grecs faisaient de leurs pièces est lui-même parfois difficilement discernable, celles-ci regroupant plusieurs activités, ou témoignant de mutations au sein des habitations.